# Puchar Azji w Piłce Nożnej Kobiet 2014
Puchar Azji w piłce nożnej kobiet 2014 odbędzie się w dniach od 14 do 25 maja 2014 roku w Wietnamie. Pięć najlepszych drużyn awansuje do mistrzostw świata, które odbyły się w 2015 roku w Kanadzie.

## Kwalifikacje
Zespoły występujące w eliminacjach utworzyły cztery grupy po cztery zespoły. Do mistrzostw bezpośredni awans uzyskały cztery najlepsze drużyny poprzedniego turnieju. Drużyna Korei Północnej przez nałożenie na nią kary przez FIFA nie może uczestniczyć w rozgrywkach. Miejsce tej drużyny zajęła reprezentacja Korei Południowej. Stawkę uczestników uzupełniają zwycięzcy czterech grup eliminacyjnych (każda po cztery zespoły).

## Uczestnicy
- Australia
- Chiny
- Japonia
- Jordania
- Korea Południowa
- Mjanma
- Tajlandia
- Wietnam

## Faza grupowa
Osiem drużyn są rozlosowane zostanie na dwie grupy po cztery zespoły. Każdy zespół to gra jeden mecz z każdym z drużyn w swojej grupie. Dwie najlepsze drużyny z każdej z grup awansują do półfinałów. Drużyn, które zajmą trzecie miejsce w swojej grupie zagrają mecz o piąte miejsce, decydujące o awansie do mistrzostw świata.

### Grupa A
|           | M | Z | R | P | G+ | G- | +/- | Pkt |
| --------- | - | - | - | - | -- | -- | --- | --- |
| Japonia   | 3 | 2 | 1 | 0 | 13 | 2  | +11 | 7   |
| Australia | 3 | 2 | 1 | 0 | 7  | 3  | +4  | 7   |
| Wietnam   | 3 | 1 | 0 | 2 | 3  | 7  | -4  | 3   |
| Jordania  | 3 | 0 | 0 | 3 | 2  | 13 | -11 | 0   |

| 14 maja 2014 17:15 | Wietnam · Muôn 18' · Hương 36', 84' | 3:1(2:1)Raport | Jordania · 34' Jbarah | Stadion Thống Nhất, Ho Chi Minh Widzów: 5 000 Sędzia: Pannipar Kamnueng |
|                    |                                     |                |                       |                                                                         |

| 14 maja 2014 20:15 | Australia · Foord 21' · De Vanna 64' | 2:2(1:0)Raport | Japonia · 71' (sam.) Polkinghorne · 84' Ōgimi | Stadion Thống Nhất, Ho Chi Minh Widzów: 2 000 Sędzia: Qin Liang |
|                    |                                      |                |                                               |                                                                 |

| 16 maja 2014 17:15 | Jordania · Al-Naber 70' | 1:3(0:1)Raport | Australia · 35', 50' Gill · 66' Gorry | Stadion Thống Nhất, Ho Chi Minh Widzów: 1 200 Sędzia: Ri Hyang-ok |
|                    |                         |                |                                       |                                                                   |

| 15 maja 2014 20:15 | Japonia · Kawasumi 44', 87' · Kiryu 65' · Ōgimi 69' | 4:0(1:0)Raport | Wietnam | Stadion Thống Nhất, Ho Chi Minh Widzów: 1 200 Sędzia: Abirami Apbai Naidu |
|                    |                                                     |                |         |                                                                           |

| 18 maja 2014 19:15 | Wietnam | 0:2(0:1)Raport | Australia · 42' (sam.) Thương · 90' Gorry | Stadion Thống Nhất, Ho Chi Minh Widzów: 3 000 Sędzia: Pannipar Kamnueng |
|                    |         |                |                                           |                                                                         |

| 18 maja 2014 19:15 | Japonia · Kira 25', 90+3' · Nakajima 45+1', 75' · Sakaguchi 49', 81' · Alhyasat 69' (sam.) | 7:0(2:0)Raport | Jordania | Stadion Gò Đậu, Thủ Dầu Một Widzów: 800 Sędzia: Abirami Apbai Naidu |
|                    |                                                                                            |                |          |                                                                     |

### Grupa B
|                  | M | Z | R | P | G+ | G- | +/- | Pkt |
| ---------------- | - | - | - | - | -- | -- | --- | --- |
| Korea Południowa | 3 | 2 | 1 | 0 | 16 | 0  | +16 | 7   |
| Chiny            | 3 | 2 | 1 | 0 | 10 | 0  | +10 | 7   |
| Tajlandia        | 3 | 1 | 0 | 2 | 2  | 12 | -12 | 3   |
| Mjanma           | 3 | 0 | 0 | 3 | 1  | 17 | -16 | 0   |

| 15 maja 2014 17:15 | Korea Południowa · Ji So-yun 4' · Park Eun-sun 17' (k.), 43' · Park Hee-young 33' · Jeon Ga-eul 36', 40' (k.), 63' · Cho So-hyun 45+3', 61', 82' · Kwon Hah-nul 58' · Yeo Min-ji 76' | 12:0(7:0)Raport | Mjanma | Stadion Thống Nhất, Ho Chi Minh Widzów: 800 Sędzia: Casey Reibelt |
|                    | |                 |        |                                                                   |

| 15 maja 2014 20:15 | Chiny · Li Dongna 6' · Li Ying 8' · Yang Li 16', 45+1', 64', 90+1' · Xu Yanlu 75' | 7:0(4:0)Raport | Tajlandia | Stadion Thống Nhất, Ho Chi Minh Widzów: 300 Sędzia: Rita Binti Gani |
|                    |                                                                                   |                |           |                                                                     |

| 17 maja 2014 17:15 | Mjanma | 0:3(0:1)Raport | Chiny · 10' Ren Guixin · 60' Ma Xiaoxu · 87' Yang Li 87' | Stadion Thống Nhất, Ho Chi Minh Widzów: 200 Sędzia: Sachiko Yamagishi |
|                    |        |                |                                                          |                                                                       |

| 17 maja 2014 20:15 | Tajlandia | 0:4Raport | Korea Południowa · 11' Ji So-yun · 12', 47', 84' Park Eun-sun | Stadion Thống Nhất, Ho Chi Minh Widzów: 200 Sędzia: Công Thị Dung |
|                    |           |           |                                                               |                                                                   |

| 19 maja 2014 19:15 | Korea Południowa | 0:0Raport | Chiny | Stadion Thống Nhất, Ho Chi Minh Widzów: 350 Sędzia: Casey Reibelt |
|                    |                  |           |       |                                                                   |

| 19 maja 2014 19:15 | Tajlandia · Sung-Ngoen 27' · Duangnapa 59' | 2:1(1:1)Raport | Mjanma · 45+1' Ye Ye Oo | Stadion Gò Đậu, Thủ Dầu Một Widzów: 800 Sędzia: Rita Binti Gani |
|                    |                                            |                |                         |                                                                 |

### Mecz o piąte miejsce
| 21 maja 2014 | Wietnam  | 1:2   | Tajlandia           |                                                                          |
| 17:15        | Dung 86' | (1:1) | 48', 65' Sung-Ngoen | Stadion Thống Nhất, Ho Chi Minh Widzów: 18 000 Sędzia: Sachiko Yamagishi |

## Faza pucharowa
|  | Półfinały             | Półfinały             |   |                       | Finał                 | Finał |  |
|  |                       |                       |   |                       |                       |       |  |
|  | 22 maja - Ho Chi Minh |                       |   |                       |                       |       |  |
|  | Japonia (dogr.)       | 2                     |   |                       |                       |       |  |
|  | Chiny                 | 1                     |   |                       |                       |       |  |
|  |                       |                       |   |                       |                       |       |  |
|  |                       |                       |   |                       | 25 maja - Ho Chi Minh |       |  |
|  |                       |                       |   |                       | Japonia               | 1     |  |
|  |                       | Australia             | 0 |                       |                       |       |  |
|  |                       |                       |   |                       |                       |       |  |
|  |                       |                       |   |                       |                       |       |  |
|  |                       |                       |   |                       | o 3 miejsce           |       |  |
|  | 22 maja - Ho Chi Minh | 22 maja - Ho Chi Minh |   | 25 maja - Ho Chi Minh | 25 maja - Ho Chi Minh |       |  |
|  | Korea Południowa      | 1                     |   | Chiny                 | 2                     |       |  |
|  | Australia             | 2                     |   |                       | Korea Południowa      | 1     |  |

### Półfinały
| 22 maja 2014 | Japonia                      | 2:1 (pd.)  | Chiny         |                                                                       |
| 17:15        | Sawa 51' · Iwashimizu 120+2' | (0:0, 1:1) | 80' Li Dongna | Stadion Thống Nhất, Ho Chi Minh Widzów: 700 Sędzia: Pannipar Kamnueng |

| 22 maja 2014 | Korea Południowa      | 1:2   | Australia                      |                                                                     |
| 20:45        | Park Eun-sun 53' (k.) | (1:1) | 47' Gorry · 77' Kellond-Knight | Stadion Thống Nhất, Ho Chi Minh Widzów: 700 Sędzia: Rita Binti Gani |

### Mecz o trzecie miejsce
| 25 maja 2014 | Chiny                                  | 2:1   | Korea Południowa |                                                                       |
| 16:45        | Park Eun-sun 3' (sam.) · Yang Li 90+3' | (1:0) | 80' Yoo Young-a  | Stadion Thống Nhất, Ho Chi Minh Widzów: 500 Sędzia: Sachiko Yamagishi |

### Finał
| 25 maja 2014 | Japonia        | 1:0   | Australia |                                                                  |
| 20:15        | Iwashimizu 28' | (1:0) |           | Stadion Thống Nhất, Ho Chi Minh Widzów: 10 000 Sędzia: Qin Liang |